# Green hosting
I green hosting o eco-host sono dei servizi di web hosting che minimizzano l’impatto ambientale dei siti web ospitati utilizzando fonti di energie rinnovabili. In altre soluzioni, gli internet service provider, includono attività di compensazione delle emissioni carbonio alle strategie di business. Le compensazioni in CO2 equivalente vengono raccolte per esempio piantando alberi, piante o erba intorno ai data center, altre volte delegando questo compito a società esterne.
Secondo uno studio condotto ad Harvard da Alexander Wissner-Gross, infatti, ogni secondo speso a navigare un sito web produce circa 20 mg di anidride carbonica.
Una società di hosting può ridurre l'impatto ambientale del comparto IT seguendo gli studi afferenti al green computing, la branca dell'informatica che si occupa dello studio e della messa in pratica di tecniche di progettazione e realizzazione di computer, server, e sistemi connessi come ad esempio monitor, stampanti, dispositivi di archiviazione e reti e sistemi di comunicazione efficienti con impatti ambientali limitati o nulli.

## Caratteristiche
Il green hosting usa server che utilizzano energie rinnovabili. Inoltre, il provider opera in un contesto ecologico, cioè rispettando l'ambiente. Ad esempio, l'hardware non più usato viene riciclato. Per comprendere se un provider lavora in modo ecologico, bisogna tenere conto dei seguenti aspetti:
- Data center che funzionano con energie rinnovabili
- La sostenibilità è uno degli obiettivi aziendali
- Interesse per il green marketing
- Esperti certificati